# Приволжский район (упразднённый, Астраханская область)
Приволжский район — упразднённый район (административно-территориальная единица) Астраханской области, существовавший 1944—1963 годах.
Образован в мае 1944 года из части территорий упразднённой Калмыцкой АССР, Красноярского и Наримановского районов.
По состоянию на 1956 год включал 8 сельсоветов (центры сельсоветов — сёла Барановка, Разночиновка, Волжское, Карантинное, Старая Кучергановка, Восточное, Линейное, Придорожное, посёлок Астраханский). Районный центр — рабочий посёлок Приволжский.
В январе 1957 года село Придорожное передано вновь образованной Калмыцкой АО. Упразднён на основании Указа Президиума Верховного Совета РСФСР от 7 февраля 1963 года № 67 «Об укрупнении сельских районов». Включён в состав Наримановского района.